# Asterídeas
No sistema APG II de classificação das angiospérmicas, a terminologia asterídeas (no inglês: asterids) refere-se a um clado: um grupo monofilético de plantas. Este clado é um dos grupos principais nas eudicotiledóneas (eudicots). O outro grupo principal são as rosídeas (rosids).
A maioria dos taxa que pertencem a este clado era referenciados como Asteridae no sistema Cronquist (1981) e como Sympetalae em sistemas de classificação mais antigos. O nome asterids (plural, não necessariamente em maiúsculas) é presumivelmente inspirado no nome botânico antigo, mas tem como intenção exprimir o nome de um clado em vez de um nome formal taxonómico, no sentido da ICBN.

## Sistema APG II
Classificação segundo o sistema APG II:
- clado asterídeas (asterids)
ordem Cornales
ordem Ericales
clado euasterídeas I (euasterids I)
família Boraginaceae
família Icacinaceae
família Oncothecaceae
família Vahliaceae
ordem Garryales
ordem Solanales
ordem Gentianales
ordem Lamiales
clado euasterídeas II (euasterids II)
família Bruniaceae
família Columelliaceae (+ família Desfontainiaceae)
família Eremosynaceae
família Escalloniaceae
família Paracryphiaceae
família Polyosmaceae
família Sphenostemonacae
família Tribelaceae
ordem Aquifoliales
ordem Apiales
ordem Dipsacales
ordem Asterales

Nota : “ + ....” = opcional, como um segregante do precedente

## APG III
No sistema APG III a classificação é a seguinte:
- clado das asterídeas (em inglês, asterids)
ordem  Cornales
ordem  Ericales
clado das lamiídeas ou euasterídeas I (em inglês, euasterids I ou lamiids)
família Boraginaceae -- colocada sem ordem
ordem Garryales
ordem Gentianales
ordem Lamiales
ordem Solanales
clado das campanulídeas ou euasterídeas II (em inglês euasterids II ou campanulids
ordem Apiales
ordem Aquifoliales
ordem Asterales
ordem Bruniales
ordem Dipsacales
ordem Escalloniales
ordem Paracryphiales

## Angiosperm Phylogeny Website
Para uma classificação segundo o sistema de classificação filogenética Angiosperm Phylogeny Website, até ao nível dos géneros veja:
- Anexo:Lista de géneros de asterídeas